# Michael Whitaker
Michael Whitaker (Huddersfield, 17 de marzo de 1960) es un jinete británico que compitió en la modalidad de salto ecuestre. Su hermano John y sus sobrinos Ellen y Donald compitieron en el mismo deporte.
Participó en cinco Juegos Olímpicos de Verano, entre los años 1984 y 2016, obteniendo una medalla de plata en Los Ángeles 1984, en la prueba por equipos (junto con John Whitaker, Steven Smith y Timothy Grubb), el séptimo lugar en Barcelona 1992 y el octavo en Sídney 2000, en la misma prueba.
Ganó dos medallas en el Campeonato Mundial de Saltos Ecuestres, plata en 1986 y bronce en 1990, y doce medallas en el Campeonato Europeo de Saltos Ecuestres entre los años 1985 y 2013.

## Palmarés internacional
| Juegos Olímpicos   | Juegos Olímpicos             | Juegos Olímpicos  | Juegos Olímpicos |
| Año                | Lugar                        | Medalla           | Categoría        |
| ------------------ | ---------------------------- | ----------------- | ---------------- |
| 1984               | Los Ángeles (Estados Unidos) | Medalla de plata  | Por equipos      |
| Campeonato Mundial |                              |                   |                  |
| Año                | Lugar                        | Medalla           | Categoría        |
| 1986               | Aquisgrán (RFA)              | Medalla de plata  | Por equipos      |
| 1990               | Estocolmo (Suecia)           | Medalla de bronce | Por equipos      |
| Campeonato Europeo |                              |                   |                  |
| Año                | Lugar                        | Medalla           | Categoría        |
| 1985               | Dinard (Francia)             | Medalla de oro    | Por equipos      |
| 1987               | San Galo (Suiza)             | Medalla de oro    | Por equipos      |
| 1989               | Róterdam (Países Bajos)      | Medalla de oro    | Por equipos      |
| 1989               | Róterdam (Países Bajos)      | Medalla de plata  | Individual       |
| 1991               | La Baule (Francia)           | Medalla de plata  | Por equipos      |
| 1993               | Gijón (España)               | Medalla de plata  | Por equipos      |
| 1993               | Gijón (España)               | Medalla de bronce | Individual       |
| 1995               | San Galo (Suiza)             | Medalla de plata  | Individual       |
| 1995               | San Galo (Suiza)             | Medalla de plata  | Por equipos      |
| 1997               | Mannheim (Alemania)          | Medalla de bronce | Por equipos      |
| 2007               | Mannheim (Alemania)          | Medalla de bronce | Por equipos      |
| 2013               | Herning (Dinamarca)          | Medalla de oro    | Por equipos      |